# Aria (Film)
Aria ist ein britischer Episodenfilm aus dem Jahr 1987. Zehn namhafte Regisseure steuern in je einem Beitrag ihre filmische Umsetzung einer Opernarie bei.
Der Film nahm als Wettbewerbsbeitrag an den Internationalen Filmfestspielen von Cannes 1987 teil.

## Episoden

### Un ballo in maschera
- Komponist: Giuseppe Verdi
- Regie: Nicolas Roeg
- Schauspieler: Theresa Russell, Stephanie Lane

### „La virgine degli angeli“ ausLa forza del destino
Handlung: Jugendliche stehlen in London ein Auto, fahren umher und kommen auf tragische Weise ums Leben.
- Komponist: Giuseppe Verdi
- Regie: Charles Sturridge
- Schauspieler: Nicola Swain, Jackson Kyle, Marianne McLaughlin

### Armide
- Komponist: Jean-Baptiste Lully
- Libretto: Philippe Quinault
- Dirigent: Philippe Herreweghe
- Regie: Jean-Luc Godard
- Schauspieler: Valérie Allain, Marion Peterson

### Rigoletto
- Komponist: Giuseppe Verdi
- Regie: Julien Temple
- Schauspieler: Buck Henry, Beverly D’Angelo, Garry Kasper, Anita Morris

### Die tote Stadt
- Komponist: Erich Wolfgang Korngold
- Sänger: Carol Neblett und René Kollo
- Regie: Bruce Beresford
- Schauspieler: Elizabeth Hurley, Peter Birch

### Les Boréades
- Komponist: Jean-Philippe Rameau
- Dirigent: John Eliot Gardiner
- Regie: Robert Altman
- Schauspieler: Julie Hagerty, Geneviève Page, Sandrine Dumas, Chris Campion

### „Liebestod“ ausTristan und Isolde
Handlung: Ein Paar verbringt die letzte Nacht in einem Hotelzimmer in Las Vegas.
- Komponist: Richard Wagner
- Sänger: Birgit Nilsson
- Regie: Franc Roddam
- Schauspieler: Bridget Fonda (in ihrer ersten Rolle), James Mathers

Für diesen Beitrag wurde Roddam 1987 für die Goldene Palme des Cannes Film Festivals nominiert.

### „Nessun dorma“ ausTurandot
- Komponist: Giacomo Puccini
- Sänger: Jussi Björling
- Regie: Ken Russell
- Schauspieler: Linzi Drew

### „Depuis le jour“ ausLouise
- Komponist: Gustave Charpentier
- Sänger: Leontyne Price
- Regie: Derek Jarman
- Schauspieler: Tilda Swinton, Amy Johnson, Spencer Leigh

### „Vesti la giubba“ ausPagliacci
- Komponist: Ruggero Leoncavallo
- Regie: Bill Bryden
- Schauspieler: John Hurt, Sophie Ward

## Kritiken
Roger Ebert schrieb in der Chicago Sun-Times, man könne den Film als eine „Hitparade“ oder als „die erste MTV-Version der Oper“ beschreiben. Der Film mache Spaß vor allem als „eine Satire auf sich selbst“.
Lexikon des internationalen Films: „Entstanden ist eine Folge schreiend bunter ‚Opern-Clips‘, die nur in Ansätzen zu einer Auseinandersetzung mit der faszinierenden Künstlichkeit von Opern anregt. Die originelle Absicht wird insgesamt allzu uninspiriert und auch ohne musikalische Differenzierungen dargeboten, so daß sich gelegentlich sogar Langeweile einstellt.“